# Team Spirit
Team Spirit — мультигейминговая киберспортивная организация со штаб-квартирой в Белграде. Имеет составы по Dota 2, Counter-Strike 2, Hearthstone, PUBG Mobile и Mobile Legends: Bang Bang. Первоначально офис Team Spirit располагался в Москве, но после вторжения России на Украину в 2022 году организация переместилась в Белград.
Организация известна выступлениями своих российско-украинских составов по Dota 2 и Counter-Strike. В 2021 году Team Spirit стала победителем крупнейшего международного турнира по Dota 2 The International 10, получив рекордный на тот момент выигрыш в киберспорте — более 18 миллионов долларов. Через два года команда одержала победу на чемпионате во второй раз (The International 2023). В 2022 году состав по Counter-Strike дошёл до полуфинала чемпионата мира PGL Major Antwerp 2022, а в 2024 году выиграл Perfect World Shanghai Major 2024.

## История
Team Spirit была основана 6 декабря 2015 года. По данным интернет-издания The Bell, «корни основателей» команды могут уходить к компаниям по продаже скинов для игр. The Bell отмечает отсутствие крупных стратегических партнёров: в то время как Virtus.pro принадлежит VK, Gambit Esports принадлежит МТС, то за Team Spirit стоят «лишь несколько физлиц, у которых нет ресурсов, достаточных для полноценной конкуренции». Свои предположения The Bell обосновывает наличием общего домена у сайтов по продаже скинов и Team Spirit.
12 января 2021 года был объявлен ребрендинг организации.
После начала вторжения России на Украину офис организации переместился из Москвы в Белград, Сербия. 4 марта 2022 года, сразу после начала вторжения, команда по Dota 2 вышла на турнир Gamers Galaxy в футболках с надписью «PEACE».
В июле 2025 года состав Team Spirit по Dota 2 одержал победу на Esports World Cup, разгромив в гранд‑финале Falcons со счётом 3:0 и заработав призовые $1 000 000.

## Dota 2
Групповой этап The International 10 Team Spirit начали с двух поражений, что не помешало им занять 4 место в финальном зачёте и обеспечить участие в верхней сетке основной стадии турнира. Первую игру в верхней сетке Team Spirit проиграли, уступив Invictus Gaming со счётом 2:1. Упав в нижнюю сетку, Team Spirit начали серию побед: обыграв Fnatic, команда одолела OG — действующего чемпиона The International, одержала победу над другим российским коллективом Virtus.pro, а также взяла реванш над IG за поражение в первой стадии «виннеров». Выйдя в финал нижней сетки, команда одолела Team Secret со счётом 2:1. В гранд-финале турнира Team Spirit сразились с PSG.LGD — фаворитом турнира, которые за весь турнир уступили только одну карту. Team Spirit выиграли первые две карты, затем китайский коллектив сравнял счёт. За четвёртую карту Team Spirit смогли сделать только два убийства. Третий раз за историю The International, проходила пятая, решающая карта в гранд-финале, которую выиграли Team Spirit, став чемпионами The International 10.
По итогам турнира Team Spirit выиграли 18 208 300 $ — это самый крупный выигрыш в истории киберспорта на тот момент. Игроки сразу стали самыми богатыми киберспортсменами в СНГ-регионе. Team Spirit стали первой российской командой победившей на чемпионате мира по Dota 2. Также это была вторая победа на The International среди стран СНГ-региона. Первую такую победу смогли одержать Natus Vincere 10 лет назад на самом первом The International 2011. Team Spirit поздравили с победой: президент России Владимир Путин, вице-премьер Дмитрий Чернышенко, а также различные киберспортивные организации. Также к поздравлениям присоединился губернатор Челябинской области Алексей Текслер, отдельно отметив Ярослава «Miposhka» Найдёнова — уроженца Златоуста. 21 октября 2021 года игроки и менеджеры команды появились на развлекательном шоу Первого канала «Вечерний Ургант».
Победа на The International 10 была признана «Событием года» на ежегодной премии LUDI Awards, организованной российскими сайтами Канобу и Игромания.
В августе 2022 года Team Spirit прошла в финал турнира PGL Arlington Major 2022, где вновь встретилась с PSG.LGD. Встреча завершилась со счётом 3:1 в пользу Team Spirit.
30 июля 2023 года команда попала в финал турнира Riyadh Masters 2023, где одержала победу над Team Liquid со счетом 3:1. За победу Team Spirit получила 5 млн долларов.
30 октября 2023 года Team Spirit прошла в финал турнира The International 12, где встретилась с Gaimin Gladiators. Встреча закончилась со счётом 3:0 в пользу Team Spirit.
В первой половине 2024 года Team Spirit показала слабые результаты, но затем выиграла финал PGL Wallachia Season 1 и победила 9Pandas в турнире 1win Series Dota 2 Summer. Команда получила приглашение на The International 2024, но заняла лишь 9—12 место. Team Spirit выиграла DreamLeague Season 25, заняла второе место на ESL One Raleigh и получила приглашение на The International 2025. В июле 2025 команда выиграла Esports World Cup 2025, победив Team Falcons со счётом 3:0 и заработав $1 млн призовых.

### Текущий состав
18 декабря 2020 года был представлен новый состав Team Spirit по Dota 2, ранее игравший под тегом Yellow Submarine.
После неудачи на The International 2022, на котором команда заняла 13-16 место, 6 декабря 2022 года команду покинул Александр «TORONTOTOKYO» Хертек. Его место занял Денис «Larl» Сигитов.
26 сентября 2024 года Team Spirit представила новый состав: Yatoro и Mira «ушли в инактив», им на замену пришли Satanic и rue. Collapse решил сделать перерыв до января 2025 года, временным игроком на позиции офлейнера стал Абдималик «Malik» Сайлау.
18 декабря 2024 года Абдималик «Malik» Сайлау покидает основной состав.
5 января 2025 года в состав вернулись Yatoro, Collapse и Silent.
8 января 2025 «Satanic» был арендован командой PARIVISION.
| Ник             |                 |                 | Полное имя       | Роль                        | Присоединился    |
| Основной состав | Основной состав | Основной состав | Основной состав  | Основной состав             | Основной состав  |
| --------------- | --------------- | --------------- | ---------------- | --------------------------- | ---------------- |
| LarI            |                 | Флаг России     | Денис Сигитов    | Мидер                       | 8 декабря 2022   |
| Collapse        |                 | Флаг России     | Магомед Халилов  | Офлейнер                    | 19 декабря 2020  |
| rue             |                 | Флаг России     | Александр Филин  | Саппорт 4-й позиции         | 26 сентября 2024 |
| Miposhka        |                 | Флаг России     | Ярослав Найденов | Саппорт 5-й позиции Капитан | 19 декабря 2020  |
| Yatoro          |                 | Флаг Украины    | Илья Мулярчук    | Керри                       | 19 декабря 2020  |
| Тренер          |                 |                 |                  |                             |                  |
| Silent          |                 | Флаг России     | Айрат Газиев     | Айрат Газиев                | 19 декабря 2020  |

### Бывшие игроки
|                 | Ник             | Имя                  | Присоединился    | Покинул          |
| --------------- | --------------- | -------------------- | ---------------- | ---------------- |
| Флаг России     | Satanic         | Алан Галлямов        | 26 сентября 2024 | 5 января 2025    |
| Флаг Казахстана | Malik           | Абдималик Сайлау     | 26 сентября 2024 | 18 декабря 2024  |
| Флаг Украины    | Mira            | Мирослав Колпаков    | 8 февраля 2021   | 26 сентября 2024 |
| Флаг России     | TORONTOTOKYO    | Александр Хертек     | 19 декабря 2020  | 6 декабря 2022   |
| Беларусь        | so bad          | Виталий Ошманкевич   | 19 декабря 2020  | 9 апреля 2021    |
| Флаг России     | dyrachyo        | Антон Шкредов        | 31 марта 2020    | 20 октября 2020  |
| Беларусь        | Ergon           | Ягор Козлов          | 24 октября 2019  | 2 января 2021    |
| Флаг России     | nongrata        | Алексей Васильев     | 24 октября 2019  | 31 марта 2020    |
| Флаг России     | Immersion       | Александр Хлемевской | 24 октября 2019  | 26 июля 2020     |
| Флаг России     | AfterLife       | Василий Шишкин       | 24 октября 2019  | 31 марта 2020    |
| Флаг России     | Misha           | Михаил Агатов        | 24 октября 2019  | 19 декабря 2020  |
| Флаг России     | iLTW            | Игорь Филатов        | 24 октября 2019  | 31 марта 2020    |
| Дания           | HesteJoe-Rotten | Микки Морч Джангет   | 7 сентября 2018  | 17 января 2019   |
| Словакия        | Skiter          | Оливер Лепко         | 7 сентября 2018  | 17 января 2019   |
| Германия        | Nine            | Леон Кирилин         | 7 сентября 2018  | 17 января 2019   |
| Дания           | Biver           | Мальте Винтер        | 31 июля 2017     | 17 января 2019   |
| Беларусь        | Fng             | Артём Баршак         | 15 декабря 2016  | 26 декабря 2018  |
| Флаг Украины    | Ghostik         | Андрей Кадык         | 24 октября 2019  | 24 декабря 2019  |
| Флаг России     | Illidan         | Илья Пивцаев         | 9 декабря 2017   | 1 августа 2018   |
| Флаг России     | God             | Сергей Брагин        | 27 февраля 2018  | 7 сентября 2018  |
| Флаг России     | 633             | Станислав Глушан     | 15 декабря 2016  | 31 июля 2017     |
| Флаг Украины    | DkPhobos        | Александр Кучеря     | 15 декабря 2016  | 29 июля 2018     |
| Флаг Украины    | Iceberg         | Богдан Василенко     | 6 декабря 2016   | 8 ноября 2017    |
| Флаг Украины    | Goblak          | Артур Костенко       | 6 декабря 2015   | 1 августа 2016   |
| Флаг Украины    | ALWAYSWANNAFLY  | Андрей Бондаренко    | 6 декабря 2015   | 11 мая 2016      |
| Флаг России     | VANSKOR         | Иван Скороход        | 15 декабря 2016  | 31 июля 2017     |
| Флаг России     | RAMZES666       | Роман Кушнарёв       | 6 декабря 2015   | 5 марта 2016     |

## Counter-Strike

### Counter-Strike: Global Offensive
9 июня 2016 года организация подписала контракты с игроками Team Phenomenon, которые уже несколько раз до этого выступали на квалификациях к мажору.
3 марта 2019 года произошли изменения в составе Team Spirit, и к команде присоединились Артём «iDISBALANCE» Егоров и Леонид «chopper» Вишняков.
9 сентября 2019 года из состава убрали Павла «COLDYY1» Векленко и Дмитрия «SotF1k» Форостянко. На их замену пришли Николай «mir» Битюков из Gambit Esports и 17-летний Борис «magixx» Воробьёв из команды ESPADA. В январе 2021 года команду покинул Артём «iDISBALANCE» Егоров, на его замену в организацию приходит Абдул «degster» Гасанов из команды ESPADA.
В ноябре 2021 года после выступления на PGL Major Stockholm 2021 произошла перезагрузка. Команду покинули Виктор «somedieyoung» Оруджев и Николай «mir» Битюков. Их заменили Роберт «Patsi» Исянов и Павел «s1ren» Оглобин. Этим составом они достигли полуфинала PGL Major Antwerp 2022.
11 июня 2022 года стало известно об уходе из состава Абдула «degster» Гасанова. Игрок объяснил это тем, что организация хотела, чтобы игроки находились не менее 9 месяцев в году в Сербии, а он не мог гарантировать выполнение этого условия по личным причинам. Организация заявила, что у них уже есть шорт-лист игроков на замену. 21 июня организация объявила о подписании Игоря «w0nderful» Жданова на роль снайпера. Данным составом команда выиграла Flow FiReLEAGUE 2022 и вышла в стадию «Legends» на IEM Rio Major 2022, где дошла лишь до четверть-финала.
22 июня 2023 года стало известно об уходе из состава Роберта «Patsi» Исянова, Павла «s1ren» Оглоблина, Игоря «w0nderful» Жданова. Их заменили пришедшие из академии Данил «donk» Крышковец, Артём «ArtFr0st» Харитонов и Мирослав «zont1x» Плахотя.

### Counter-Strike 2
17 декабря 2023 года стало известно об официальном переходе Дмитрия «Sh1ro» Соколова, который заменил Артема «Artfr0st» Харитонова, перешедшего в «PARIVISION».
11 февраля 2024 года Team Spirit стала победителем крупного турнира по Counter-Strike 2 IEM Katowice 2024. Портал HLTV признал выступление donk самым лучшим дебютом на больших турнирах за всю историю игры.
16 июня 2024 года Team Spirit стала победителем турнира по Counter-Strike 2 BLAST Premier Spring Final 2024.
В декабре 2024 года команда стала победителем мейджор-турнира Perfect World Shanghai Major 2024, победив FaZe Clan в финале со счётом 2:1.

### Текущий состав
|                 | Ник             | Полное имя       | Роль            | Присоединился   |
| Основной состав | Основной состав | Основной состав  | Основной состав | Основной состав |
| --------------- | --------------- | ---------------- | --------------- | --------------- |
| Флаг России     | chopper         | Леонид Вишняков  | Капитан         | 3 марта 2019    |
| Флаг России     | sh1ro           | Дмитрий Соколов  | Снайпер         | 17 декабря 2023 |
| Флаг России     | zweih           | Иван Гогин       | Стрелок         | 7 июля 2025     |
| Флаг России     | donk            | Данил Крышковец  | Стрелок         | 5 июля 2023     |
| Флаг Украины    | zont1x          | Мирослав Плахотя | Стрелок         | 5 июля 2023     |
| Тренер          |                 |                  |                 |                 |
| Флаг России     | hally           | Сергей Шаваев    | Сергей Шаваев   | 6 февраля 2022  |

### Бывшие игроки
|              | Ник                 | Имя               | Присоединился    | Покинул          |
| ------------ | ------------------- | ----------------- | ---------------- | ---------------- |
| Флаг России  | tonyblack (kibaken) | Антон Колесников  | 9 июня 2016      | 30 марта 2017    |
| Флаг России  | DavCost             | Вадим Васильев    | 6 июня 2016      | 26 февраля 2019  |
| Флаг России  | Dima                | Дмитрий Бандурка  | 9 июня 2016      | 26 февраля 2019  |
| Флаг Украины | arch                | Владислав Свистов | 23 октября 2017  | 8 января 2018    |
| Флаг Украины | COLDYY1             | Павел Векленко    | 9 июня 2016      | 27 сентября 2019 |
| Флаг России  | iDISBALANCE         | Артём Егоров      | 9 июня 2016      | 21 января 2021   |
| Флаг Украины | sdy                 | Виктор Оруджев    | 8 января 2018    | 12 декабря 2021  |
| Флаг России  | mir                 | Николай Битюков   | 27 сентября 2019 | 4 ноября 2021    |
| Флаг России  | degster             | Абдул Гасанов     | 21 января 2021   | 11 июня 2022     |
| Флаг Украины | Wonderful           | Игорь Жданов      | 21 июня 2022     | 22 июня 2023     |
| Флаг России  | Patsi               | Роберт Исянов     | 4 ноября 2021    | 22 июня 2023     |
| Флаг России  | s1ren               | Павел Оглоблин    | 6 февраля 2022   | 22 июня 2023     |
| Флаг России  | ArtFr0st            | Артём Харитонов   | 5 июля 2023      | 17 декабря 2023  |
| Флаг России  | magixx              | Борис Воробьев    | 26 сентября 2019 | 7 июля 2025      |

### Достижения
| Год  | Место | Турнир                            | Место проведения | Дата                    | Призовые  | Прим.  |
| ---- | ----- | --------------------------------- | ---------------- | ----------------------- | --------- | ------ |
| 2021 | 3     | IEM Katowice 2021                 | Онлайн           | 16—28 февраля           | 80 000 $  | [ 57 ] |
| 2022 | 3—4   | PGL Major Antwerp 2022            | Антверпен        | 14—22 мая               | 70 000 $  | [ 44 ] |
| 2022 | 1     | FiReLEAGUE 2022: Global Finals    | Барселона        | 14—16 октября           | 100 000 $ | [ 58 ] |
| 2022 | 5—8   | IEM Rio Major 2022                | Рио-де-Жанейро   | 5—13 ноября             | 45 000 $  | [ 59 ] |
| 2023 | 2     | CCT Season 1 Online Finals #2     | Онлайн           | 2—10 августа            | 40 000 $  | [ 60 ] |
| 2023 | 1     | BetBoom Dacha 2023                | Дубай            | 5—10 декабря            | 180 000 $ | [ 61 ] |
| 2024 | 1     | IEM Katowice 2024                 | Катовице         | 3—11 февраля            | 400 000 $ | [ 62 ] |
| 2024 | 5—8   | PGL Major Copenhagen 2024         | Копенгаген       | 21—31 марта             | 45 000 $  | [ 63 ] |
| 2024 | 2     | BetBoom Dacha Belgrade 2024       | Белград          | 14—19 мая               | 100 000 $ | [ 64 ] |
| 2024 | 3—4   | IEM Dallas 2024                   | Даллас           | 27 мая — 2 июня         | 20 000 $  | [ 65 ] |
| 2024 | 1     | BLAST Premier Spring Final 2024   | Лондон           | 12—16 июня              | 200 000 $ | [ 66 ] |
| 2024 | 1     | BetBoom Dacha Belgrade Season 2   | Белград          | 28 августа — 1 сентября | 250 000 $ | [ 67 ] |
| 2024 | 2     | BLAST Premier World Final 2024    | Сингапур         | 30 октября — 3 ноября   | 250 000 $ | [ 68 ] |
| 2024 | 1     | Perfect World Shanghai Major 2024 | Шанхай           | 30 ноября — 15 декабря  | 500 000 $ | [ 69 ] |
| 2025 | 1     | BLAST Bounty 2025 Season 1 Finals | Копенгаген       | 23—26 января            | 288 125 $ | [ 70 ] |
| 2025 | 2     | IEM Katowice 2025                 | Катовице         | 29 января — 9 февраля   | 216 000 $ | [ 71 ] |
| 2025 | 3—4   | ESL Pro League Season 21          | Стокгольм        | 1—16 марта              | 80 000 $  | [ 72 ] |
| 2025 | 3—4   | BLAST Open Lisbon 2025            | Лиссабон         | 19—30 марта             | 40 000 $  | [ 73 ] |
| 2025 | 3—4   | BLAST Rivals 2025 Season 1        | Копенгаген       | 30 апреля — 4 мая       | 40 000 $  | [ 74 ] |
| 2025 | 1     | PGL Astana 2025                   | Астана           | 10—18 мая               | 400 000 $ |        |
| 2025 | 5—8   | BLAST.tv Austin Major 2025        | Остин            | 3—22 июня               | 45 000 $  | [ 75 ] |
| 2025 | 1     | IEM Cologne 2025                  | Кёльн            | 23 июля — 3 августа     | 400 000 $ | [ 76 ] |
| 2025 | 1     | BLAST Bounty 2025 Season 2 Finals | Мальта           | 14 — 17 августа         | 287 713   | [ 77 ] |

## League of Legends
В конце января 2022 года Team Spirit подписывает свой первый состав по League of Legends, в который вошли бывшие игроки Gambit Esports. В него вошли Марк «Dreampull» Лексин, Данил «Diamondprox» Решетников, Никита «Griffon» Гудков, Евгений «Mytant» Завальный, Эдуард «Edward» Абгарян, а также тренер Михаил «Kira» Гармаш и аналитик Евгений «Seigimitsu» Подлобников.

### Бывший состав
|                 | Ник             | Полное имя          | Позиция           | Присоединился   |
| Основной состав | Основной состав | Основной состав     | Основной состав   | Основной состав |
| --------------- | --------------- | ------------------- | ----------------- | --------------- |
| Россия          | Dreampull       | Марк Лексин         | Верхняя линия     | 31 января 2022  |
| Россия          | Diamondprox     | Данил Решетников    | Лесник            | 31 января 2022  |
| Россия          | Griffon         | Никита Гудков       | Центральная линия | 31 января 2022  |
| Россия          | TESLA           | Азамат Атканов      | Нижняя линия      | 11 февраля 2022 |
| Армения         | Edward          | Эдуард Абгарян      | Поддержка         | 31 января 2022  |
| Тренеры         |                 |                     |                   |                 |
| Украина         | Kira            | Михаил Гармаш       | Тренер            | 31 января 2022  |
| Россия          | Seigimitsu      | Евгений Подлобников | Аналитик          | 31 января 2022  |

## Hearthstone
7 октября 2016 года Team Spirit открыла свое подразделение Hearthstone, в состав команды вошли Алексей «Iner» Бакуменко, Николай «NickChipper» Величко, Алексей «ШтанУдачи» Барсуков и Влад «SilverName» Синотов.
3 октября 2018 года ShtanUdachi, Iner и NickChipper покинули команду.
13 декабря 2020 года Владислав «Silvername» Синотов занял 3—4 места на Hearthstone World Championship 2020.

### Текущий состав
|             | Ник        | Имя               | Присоединился  |
| ----------- | ---------- | ----------------- | -------------- |
| Флаг России | Silvername | Владислав Синотов | 6 октября 2016 |

### Бывшие игроки
|              | Ник         | Имя               | Присоединился  | Покинул        |
| ------------ | ----------- | ----------------- | -------------- | -------------- |
| Флаг России  | ShtanUdachi | Алексей Барсуков  | 6 октября 2016 | 3 октября 2018 |
| Флаг Украины | Iner        | Алексей Бакуменко | 6 октября 2016 | 3 октября 2018 |
| Флаг Украины | NickChipper | Николай Величко   | 6 октября 2016 | 3 октября 2018 |

## PUBG: Battlegrounds
23 декабря 2017 года организация открыла подразделение в дисциплине PUBG: Battlegrounds.
31 января 2019 года на официальном сайте была опубликована новость об изменении в составе Team Spirit: Максим «Wycc» Козлов ушёл на роль тренера, а Дмитрий «BeastQT» Локоть — исключён из организации.
1 ноября 2019 года было принято решение о роспуске состава и закрытии подразделения по данной дисциплине.

### Бывшие игроки
|             | Ник               | Имя                 | Присоединился   | Покинул       |
| ----------- | ----------------- | ------------------- | --------------- | ------------- |
| Флаг России | iFai              | Станислав Нестеров  | 31 января 2019  | 1 ноября 2019 |
| Беларусь    | Asmadey (капитан) | Дмитрий Попиначенко | 23 декабря 2017 | 1 ноября 2019 |
| Флаг России | Keevo-            | Сергей Киль         | 31 января 2019  | 1 ноября 2019 |
| Молдова     | PagyrA            | Раду Чернов         | 23 декабря 2017 | 1 ноября 2019 |

## PUBG Mobile
26 февраля 2024 года Team Spirit представил состав по PUBG Mobile под руководством тренера Руслана «m4dshaw» Алиева.
1 августа NAOMI уходит в команду MadBulls.
16 августа Matic присоединился к Team Spirit

### Текущий состав
|                  | Ник     | Имя                | Присоединился   |
| ---------------- | ------- | ------------------ | --------------- |
| Флаг России      | KITSUNÉ | Сергей Померанцев  | 26 февраля 2024 |
| Флаг Кыргызстана | EFFECT  | Бекнияз Рысалиев   | 26 февраля 2024 |
| Флаг России      | KNOWME  | Булат Шарафутдинов | 26 февраля 2024 |
| Флаг России      | Matic   | Виталий Шульга     | 16 августа 2024 |
| Тренеры          |         |                    |                 |
| Флаг России      | m4dshaw | Руслан Алиев       | 26 февраля 2024 |

### Бывший состав
|             | Ник   | Имя             | Присоединился   | Покинул        |
| ----------- | ----- | --------------- | --------------- | -------------- |
| Флаг России | NAOMI | Анатолий Иванов | 26 февраля 2024 | 1 августа 2024 |

## Mobile Legends: Bang Bang
7 марта 2024 года Team Spirit выходит на соревновательную сцену Mobile Legends: Bang Bang, подписав контракты с Kid Bomba, Marl, Sunset Lover, Hiko и SAWO.
30 марта в команду подписали тренера Lil.
22 июня Vren присоединился к Team Spirit на должность аналитика.
10 июля Lil и Marl покидают команду.
27 июля к команде присоединился ONESHOT.

### Состав команды по Mobile Legends: Bang Bang
| Флаг            | Ник             | Полное имя                  | Роль            | Присоединился   |
| Основной состав | Основной состав | Основной состав             | Основной состав | Основной состав |
| --------------- | --------------- | --------------------------- | --------------- | --------------- |
| Германия        | Kid Bomba       | Матайос Панайотис Хацилакос | Линия опыта     | 7 марта 2024    |
| Россия          | ONESHOT         | Александр Шарков            | Лесник          | 27 июля 2024    |
| Россия          | Sunset Lover    | Кемиран Кочкаров            | Мидер           | 7 марта 2024    |
| Россия          | Hiko            | Пак Антон Игоревич          | Линия золота    | 7 марта 2024    |
| Россия          | SAWO            | Станислав Решняк            | Роумер          | 7 марта 2024    |

### Бывший состав
| Флаг   | Ник  | Полное имя     | Роль   | Присоединился | Покинул      |
| ------ | ---- | -------------- | ------ | ------------- | ------------ |
| Россия | Lil  | Руслан Дёгтев  | Тренер | 30 марта 2024 | 10 июля 2024 |
| Россия | Marl | Сергей Финашев | Лесник | 7 марта 2024  | 10 июля 2024 |

## Шахматы
9 апреля 2025 года Team Spirit представила свой состав по шахматам, подписав контракты с Даниилом «duhless» Дубовым и Владиславом «konevlad» Артемьевым.

### Текущий состав
| Флаг   | Ник      | Полное имя         | Присоединился |
| ------ | -------- | ------------------ | ------------- |
| Россия | duhless  | Даниил Дубов       | 9 апреля 2025 |
| Россия | konevlad | Владислав Артемьев | 9 апреля 2025 |